# Маунтин Парк (Џорџија)
Маунтин Парк (Џорџија) (енгл. Mountain Park) град је у америчкој савезној држави Џорџија. По попису становништва из 2010. у њему је живело 547 становника.

## Демографија
Према попису становништва из 2010. у граду је живело 547 становника, што је 41 (8,1%) становника више него 2000. године.
| Група             | 2000.       | 2010.       |
| Белци             | 476 (94,1%) | 518 (94,7%) |
| Афроамериканци    | 8 (1,6%)    | 4 (0,7%)    |
| Азијати           | 2 (0,4%)    | 2 (0,4%)    |
| Хиспаноамериканци | 7 (1,4%)    | 17 (3,1%)   |
| Укупно            | 506         | 547         |